# Alois Václav Horňanský
Alois Václav Horňanský (23. srpna 1871 Železné – 3. července 1938 Velké Pavlovice) byl moravský učitel, vinařský buditel, jednatel Zemského vinařského spolku na Moravě, zakladatel vinařské školky ve Velkých Pavlovicích a redaktor Vinařského obzoru.

## Biografie
Absolvoval učitelský ústav v Brně a roku 1893 přišel působit jako učitel do Velkých Pavlovic. Byl jmenován řídícím učitelem školy a věnoval se bohatě i mimoškolní činnosti, při které nabádal vinaře a rolníky ke zvelebování svého hospodářství i vlastní obce. V roce 1930 byla na jeho popud vybudována nová budova obecné školy a dosavadní obecná škola byla přeměněna na měšťanskou.
Krátce po příchodu do Velkých Pavlovic se stal jednatelem Okresního hospodářského spolku pro české obce. V červnu roku 1900 se účastnil vinařské schůze, kde byly položeny základy Zemského vinařského spolku, jehož se stav v roce 1905 jednatelem a tuto funkci vykonával až do roku 1927. V roce 1907 začal vycházet časopis Vinařský obzor, jehož vydavatelem byl právě Zemský vinařský spolek, Horňanský řídil administraci a od roku 1910 do roku 1930 byl hlavním redaktorem.
V roce 1901 se stal správcem Zemské révové školky, která byla zřízena ve Velkých Pavlovicích. Podnítil vznik Státní ovocné školky, která se věnovala šlechtění odrůdy Velkopavlovické meruňky. V roce 1937 se stal zakládajícím členem Vinařsko-ovocnického družstva 
Kromě jeho činnosti v oblasti vinařství a ovocnářství se věnoval pořádání výstav, přednášek a vydávání odborné literatury. 